# プラチナポップ・ショー
『プラチナポップ・ショー』は、1970年4月16日から同年10月29日までTBS系列局で放送されていたTBS製作の音楽バラエティ番組である。プラチナ萬年筆の一社提供。放送時間は毎週木曜 19:00 - 19:30 （日本標準時）。

## 概要
毎回スタジオに当時の人気歌手や話題の人物を迎えていた番組で、布施明とゴールデンハーフがメインを務めていた。全13回の予定でスタートしたが、最終的に半年間続けられた。